# Alessandra di Anhalt
Alessandra Teresa Maria di Anhalt (Dessau, 4 aprile 1868 – Schwetzingen, 26 agosto 1958) fu una Principessa di Anhalt e membro del Casato d'Ascania per nascita. In quanto moglie di Sizzo, Principe di Schwarzburg, fu una Principessa di Schwarzburg per matrimonio.

## Biografia

### Infanzia
La Principessa Alessandra nacque il 4 aprile a Dessau come figlia più giovane di Federico I di Anhalt, duca di Anhalt e della Principessa Antonietta di Sassonia-Altenburg.

### Matrimonio

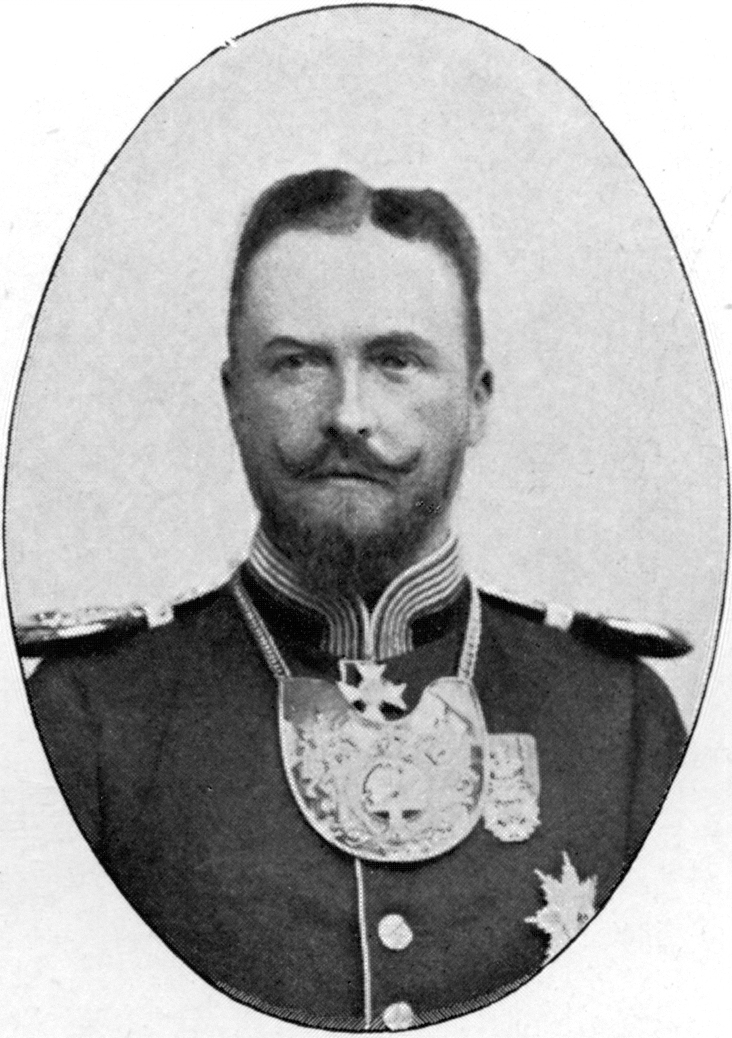
Il marito di Alessandra, il Principe Sizzo

Alla fine del decennio del 1880 emersero false voci di un fidanzamento tra il Principe Alberto Vittorio di Galles e la Principessa Alessandra quando in realtà la coppia non si era mai incontrata.
Venne data in sposa al principe Sizzo di Schwarzburg, figlio di Federico Günther I principe di Schwarzburg-Rudolstadt; il matrimonio venne celebrato a Dessau il 25 gennaio 1897.
Dopo il matrimonio la coppia visse a Großharthau
Dopo la morte del suocero, divenne principessa consorte di Schwarzburg, contessa di Hohnstein, signora di Arnstadt, Sondershausen, Leutenberg, Blankenburg.

### Vita successiva
Alessandra rimase vedova nel 1926. Ereditò i titoli del marito il loro figlio Federico, che il 7 marzo 1938 sposò la Principessa Sofia di Sassonia-Weimar-Eisenach, da cui divorziò l'11 novembre dello stesso anno. Adottò nel 1969 un figlio, Peter Hans Fuhrmann (28 giugno 1939), suo erede virtuale.
Federico ereditò i titoli del padre alla sua morte.

## Discendenza
Diede alla luce tre figli:
- Maria Antonietta (Großharthau, 7 febbraio 1898-Blumenthal, 4 novembre 1984), che sposò Federico Magnus di Solms-Wildenfels;
- Irene (Großharthau, 27 maggio 1899-Monaco, 28 febbraio 1939);
- Federico (Grossharthau, 5 marzo 1901-Monaco, 9 novembre 1971).

## Ascendenza
|                                                |                                      |                                                       | Genitori                                            |  |  | Nonni |  |  | Bisnonni                                       |  |  | Trisnonni                           |  |
|                                                |                                      |                                                       |                                                     |  |  |       |  |  | Federico, Principe Ereditario di Anhalt-Dessau |  |  | Leopoldo III, Duca di Anhalt-Dessau |  |
|                                                |                                      |                                                       |                                                     |  |  |       |  |  | Federico, Principe Ereditario di Anhalt-Dessau |  |  | Leopoldo III, Duca di Anhalt-Dessau |  |
|                                                |                                      | Margravia Luisa di Brandeburgo-Schwedt                |                                                     |  |  |       |  |  | Federico, Principe Ereditario di Anhalt-Dessau |  |  |                                     |  |
| Leopoldo IV, Duca di Anhalt                    |                                      |                                                       |                                                     |  |  |       |  |  | Federico, Principe Ereditario di Anhalt-Dessau |  |  |                                     |  |
|                                                |                                      | Langravia Amalia d'Assia-Homburg                      | Federico V, Langravio d'Assia-Homburg               |  |  |       |  |  |                                                |  |  |                                     |  |
|                                                |                                      | Langravia Amalia d'Assia-Homburg                      | Federico V, Langravio d'Assia-Homburg               |  |  |       |  |  |                                                |  |  |                                     |  |
|                                                |                                      | Langravia Amalia d'Assia-Homburg                      | Langravia Carolina d'Assia-Darmstadt                |  |  |       |  |  |                                                |  |  |                                     |  |
| Federico I, Duca di Anhalt                     |                                      | Langravia Amalia d'Assia-Homburg                      |                                                     |  |  |       |  |  |                                                |  |  |                                     |  |
|                                                |                                      | Principe Luigi Carlo di Prussia                       | Federico Guglielmo II di Prussia                    |  |  |       |  |  |                                                |  |  |                                     |  |
|                                                |                                      | Principe Luigi Carlo di Prussia                       | Federico Guglielmo II di Prussia                    |  |  |       |  |  |                                                |  |  |                                     |  |
|                                                |                                      | Principe Luigi Carlo di Prussia                       | Principessa Federica Luisa d'Assia-Darmstadt        |  |  |       |  |  |                                                |  |  |                                     |  |
| Principessa Federica Guglielmina di Prussia    |                                      | Principe Luigi Carlo di Prussia                       |                                                     |  |  |       |  |  |                                                |  |  |                                     |  |
|                                                |                                      | Federica di Meclemburgo-Strelitz                      | Carlo II, Duca di Meclemburgo-Strelitz              |  |  |       |  |  |                                                |  |  |                                     |  |
|                                                |                                      | Federica di Meclemburgo-Strelitz                      | Carlo II, Duca di Meclemburgo-Strelitz              |  |  |       |  |  |                                                |  |  |                                     |  |
|                                                |                                      | Federica di Meclemburgo-Strelitz                      | Principessa Federica d'Assia-Darmstadt              |  |  |       |  |  |                                                |  |  |                                     |  |
| Principessa Alessandra di Anhalt               |                                      | Federica di Meclemburgo-Strelitz                      |                                                     |  |  |       |  |  |                                                |  |  |                                     |  |
|                                                | Federico, Duca di Sassonia-Altenburg | Ernesto Federico III, Duca di Sassonia-Hildburghausen |                                                     |  |  |       |  |  |                                                |  |  |                                     |  |
|                                                | Federico, Duca di Sassonia-Altenburg | Ernesto Federico III, Duca di Sassonia-Hildburghausen |                                                     |  |  |       |  |  |                                                |  |  |                                     |  |
|                                                | Federico, Duca di Sassonia-Altenburg | Principessa Ernestina di Sassonia-Weimar              |                                                     |  |  |       |  |  |                                                |  |  |                                     |  |
| Principe Edoardo di Sassonia-Altenburg         | Federico, Duca di Sassonia-Altenburg |                                                       |                                                     |  |  |       |  |  |                                                |  |  |                                     |  |
|                                                |                                      | Duchessa Carlotta Giorgina di Meclemburgo-Strelitz    | Carlo II, Duca di Meclemburgo-Strelitz              |  |  |       |  |  |                                                |  |  |                                     |  |
|                                                |                                      | Duchessa Carlotta Giorgina di Meclemburgo-Strelitz    | Carlo II, Duca di Meclemburgo-Strelitz              |  |  |       |  |  |                                                |  |  |                                     |  |
|                                                |                                      | Duchessa Carlotta Giorgina di Meclemburgo-Strelitz    | Principessa Federica d'Assia-Darmstadt              |  |  |       |  |  |                                                |  |  |                                     |  |
| Principessa Antonietta di Sassonia-Altenburg   |                                      | Duchessa Carlotta Giorgina di Meclemburgo-Strelitz    |                                                     |  |  |       |  |  |                                                |  |  |                                     |  |
|                                                |                                      | Carlo, Principe di Hohenzollern-Sigmaringen           | Antonio Luigi, Principe di Hohenzollern-Sigmaringen |  |  |       |  |  |                                                |  |  |                                     |  |
|                                                |                                      | Carlo, Principe di Hohenzollern-Sigmaringen           | Antonio Luigi, Principe di Hohenzollern-Sigmaringen |  |  |       |  |  |                                                |  |  |                                     |  |
|                                                |                                      | Carlo, Principe di Hohenzollern-Sigmaringen           | Principessa Amalia Zefirina di Salm-Kyrburg         |  |  |       |  |  |                                                |  |  |                                     |  |
| Principessa Amalia di Hohenzollern-Sigmaringen |                                      | Carlo, Principe di Hohenzollern-Sigmaringen           |                                                     |  |  |       |  |  |                                                |  |  |                                     |  |
|                                                |                                      | Maria Antonietta Murat                                | Pierre Murat                                        |  |  |       |  |  |                                                |  |  |                                     |  |
|                                                |                                      | Maria Antonietta Murat                                | Pierre Murat                                        |  |  |       |  |  |                                                |  |  |                                     |  |
|                                                |                                      | Maria Antonietta Murat                                | Louise d'Astorg                                     |  |  |       |  |  |                                                |  |  |                                     |  |
|                                                |                                      | Maria Antonietta Murat                                |                                                     |  |  |       |  |  |                                                |  |  |                                     |  |